# Katrine Hauch-Fausbøll
Katrine Hauch-Fausbøll (født 27. juli 1945) er en dansk tv-producer, forfatter og instruktør.
Hun blev student fra Christianshavns Gymnasium i 1965. I 1980 opfandt hun sammen med Finn Bentzen og Thomas Winding børneserien Bamses Billedbog for DR.
Hun er datter af Poul Hauch-Fausbøll og Jytte Hauch-Fausbøll og halvsøster til Søren Hauch-Fausbøll. I 1980 blev hun gift med B&U chef Mogens Vemmer.

## Priser
- 2005: Orla-prisen